# شاهرود (زاز الشرقي)
شاهرود (بالفارسية: شاهرود) هي قرية تقع في إيران في قسم زاز الشرقي الریفي. يقدر عدد سكانها بـ 107 نسمة بحسب إحصاء 2016.